# اشینگ ام آمرزی
اشینگ ام آمرزی (به آلمانی: Eching am Ammersee) یک شهر در آلمان است که در بایرن واقع شده‌است.

## خصوصیات
اشینگ ام آمرزی ۶٫۱۵ کیلومترمربع مساحت دارد ۶۰۲ متر بالاتر از سطح دریا واقع شده‌است.